# Ovidiu Constantinescu
Ovidiu Constantinescu (ur. 1933 w Konstancy, zm. 23 stycznia 2012) – rumuński mykolog i fitopatolog.
Constantinescu najpierw ukończył szkołę wojskową, a następnie rozpoczął studia na Wydziale Biologii Uniwersytetu Bukareszteńskiego. Ukończył je w 1970 r. i został pracować w na uczelni jako asystent, a także kustosz zielnika mykologicznego. W 1974 r. Constantinescu opublikował książkę Metode tei tehnici în micologie. W 1982 r. przez rok pracował w Centraalbureau voor Schimmelcultures w Baarn w Holandii. W 1984 r. przeprowadził się do Szwecji, gdzie podjął pracę w Instytucie Botaniki Systematycznej na Uniwersytecie w Uppsali. Ze względu na swoją ogromną wiedzę o pasożytniczych wroślikowcach (Peronosporales)  zajął się tą grupą organizmów i opisał 6 ich nowych rodzajów. Łącznie Constantinescu opisał ponad 500 gatunków z rodzaju Peronospora. Badał także wywoływane przez nie choroby roślin zwane mączniakami rzekomymi.
W naukowych nazwach opisanych przez niego taksonów dodawany jest skrót jego nazwiska Constant.